# 高等电力学院
高等电力学院 Supélec（École Supérieure d'Électricité），旧称 ESE，中文又可称为法国高等电力大学校、法国高电、巴黎高电等，是法国著名的工程师学校，属于为数不多的A+等级的工程师学院之一，在能源和信息领域位于法国第一，格言“走在信息与能源领域最前沿的高等工程师学院”。每年大约有 440 名工程师从这里毕业，该校同时也担负着在职人员培训的任务。该校在信息及能源行业具有相当好的口碑和广泛的认可度，是各大名企极为青睐的学校之一。
多年来，高等电力学院一直是法国高等工程师学校比较活跃的一员，其排名一直保持在全法国工程师学校前五名。2006 年，高等电力学院又与著名的巴黎中央理工学院（Centrale de Paris）签署了共同培养学生的协议，二校同时加入了云集欧洲顶尖院校的 T.I.M.E. 网络（Top Industrial Managers for Europe）。高等电力学校在研究领域也有建树，她和巴黎高等师范学院以及巴黎综合理工大学并为法国仅有的三所参加到高级研究网RTRA （Réseaux Thématiques de Recherche Avancée）的院校。在校学生大多是通过参加高等工程师院校招生考试（Concours）入校的，同时也接纳部分由普通大学经学历评估转入的学生，另外该校还在全球招收留学生。
2015年1月1日，高等电力学院与巴黎中央理工学院合并，校名改为“中央理工-高等电力学院”（CentraleSupélec），成为巴黎-萨克雷大学一员。

## 学校介绍
学校于 1894 年由当时的国际电工公司出资创建,当时主要任务是为了培训电力工业的工程师，经过多年的发展，学校于 1987 年正式成立集团，名为 Supélec 公司，股东分别为电子电工公司、电力－电子与通信工业联合会、法国电力公司以及 Supélec 校友会。最初学校位于巴黎市内，后由于国家实行分散制（Décentralisation）政策，学校于 1975 年迁至巴黎南郊的 Gif-sur-Yvette，由于扩大的需要，分别在 1972 年和 1982 年建立雷恩校区和梅斯校区。学校现在有 14 个专业方向。
学校的私立背景使得学校与工业企业界的关系比一般的公立院校更为紧密，而且学校的教育也更面向实际的应用，这些优势使得该校的毕业生的素质较高，尤其是对工业中所使用的技术掌握比较系统和全面。尽管如此，该校也和政府达成了协议，国家每年也会向学校拨出一定额度的支持款项，使得学校可以更加灵活的运作。

## 三个任务
经过多年的发展，学校已经建立起一套完善的教育体系，针对人才的培养，学校提出了 3 个主要任务：

### 工程师培养
根据法国工程师学位委员会的评估，法国教育部给予高等电力学院以工程师学位授予权，用于授给那些在高等电力学校顺利完成 3 年工程师培训的学员。

#### 一、二年级的课程
三年课程的前两年，学生们将进行基础课程和专业基础课程的学习，主要涉及数学、物理、化学、力学、光学、电学等基础理论、电力、自动控制、信号学等专业的基础理论，以及管理、金融和法学的相关知识，同时学员们可以从选修课程中了解到文学、艺术、体育等邻域的知识。在这两年里，学生应完成两次为期两个月的企业实习。

#### 三年级的专业培养
三年级的学习将分专业进行，全校学生在二年级末可根据自己的兴趣爱好填报专业志愿，学校根据学生前两年学习的成绩进行评估后进行合理的分配以满足最多人的志愿。
学校提供 14 个专业方向的学习，其主要涉及能源和信息领域。
专业方向（Programme de troisième année）
自动化领域（Automatique）：
- 自动化与系统专业（Majeure Automatique et Systèmes）
- 自动化系统工程专业（Majeure Ingénierie des Systèmes Automatisés）

信号处理与电子领域（Traitement du signal et électronique）:
- 应用数学与信号处理专业（Majeure Mathématiques Appliquées au Traitement de l'Information et du Signal）
- 微电子专业（Majeure Micro et Nano Electronique）
- 系统、电子、网络与图像处理专业（Majeure Systèmes, Electroniques, Réseaux et Images）
- 交互系统与机器人专业，信号处理方向（Majeure Systèmes Interactifs et Robotique, parcours Signal）

能源领域（Énergie）：
- 能源转换专业（Majeure Conversion d’Énergie）
- 电力系统专业（Option Energie），与巴黎中央理工合作项目

信息领域（Informatique）：
- 信息系统专业（Majeure Systèmes Informatiques）
- 交互系统与机器人专业，信息方向（Majeure Systèmes Interactifs et Robotique, parcours Informatique）
- 信息安全专业（Majeure Systèmes d'Information Sécurisés）

通信领域（Télécommunications）：
- 电磁场与通讯专业（Majeure Electromagnétisme et Communications）
- 无线通信专业（Majeur Télécommunications）
- 光通信系统专业（Majeure Systèmes Photoniques et de Communications）

三年级的学生将参与一项工业研究，并在后半年完成一个为期五个月的毕业长实习（企业实习）。
只有顺利完成三年学业并取得了相应学分，完成各项实习与研究活动及其论文并通过答辩，最后外语能力达到既定水平的学员才会被授予工程师文凭。
在完成工程师学业的同时，学校学员可以选择同时进修一些大学研究生的课程，完成后可以由所申请进修研究生课程的大学授予硕士研究生文凭。

### 研究
学校参与多项的工业研究，并独自拥有或与大学共建多个实验室，并与法国大学（Université）联合招收相关专业的博士研究生。
研究方向包括如下领域：

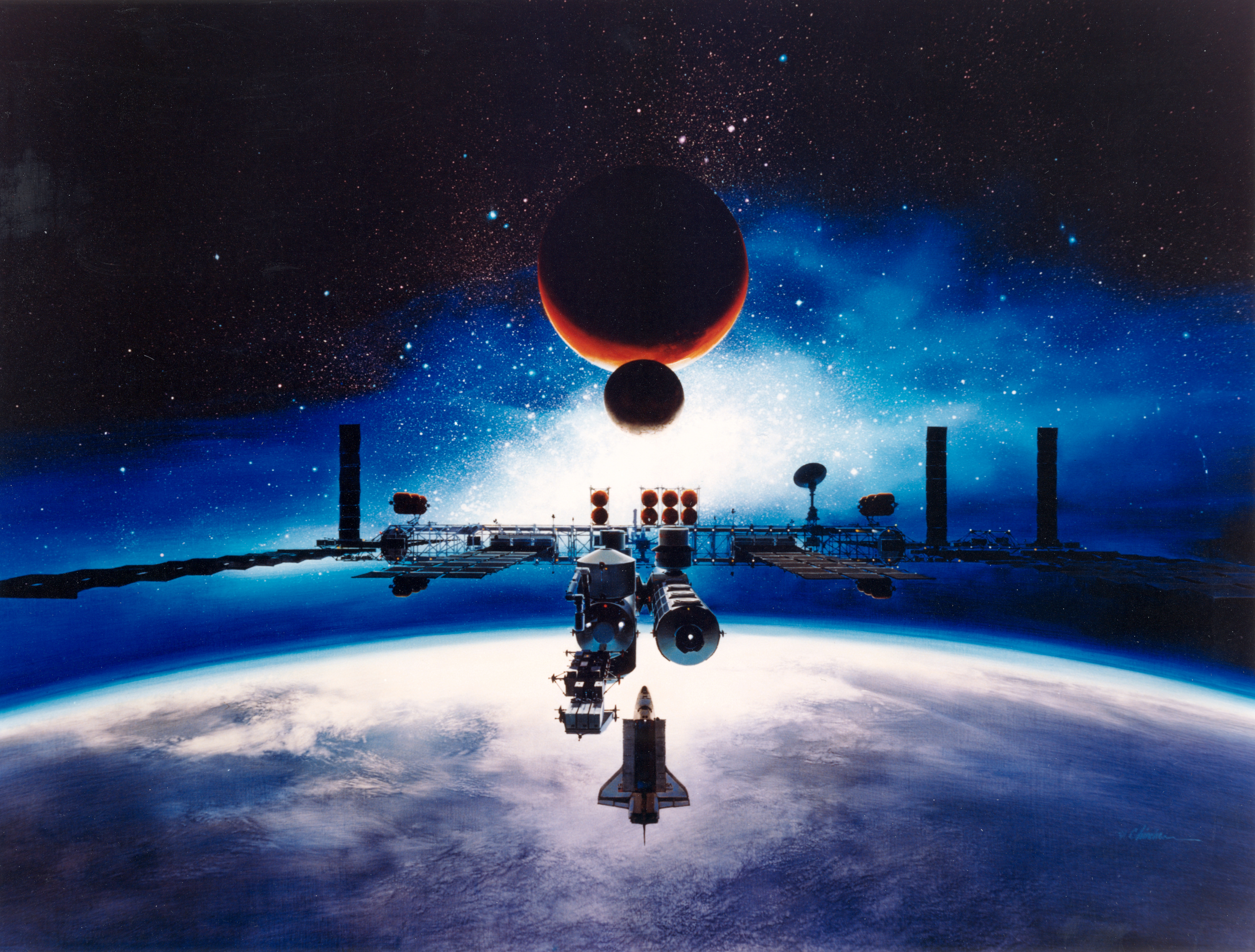
Freedom 航天站，1993 年后更名为国际航天站

- 五个独立领域：自动化控制（巴黎 Gif 校区和雷恩校区），电子技术和电子工业（巴黎 Gif 校区），信号与电子信息系统（巴黎 Gif 校区和梅斯校区），无线通信（巴黎 Gif 校区、梅斯和雷恩校区），分布式信息系统（巴黎 Gif 校区、梅斯和雷恩校区）。
- 三个与 CNRS 联合领域：LGEP（巴黎 Gif 校区的电子工程学实验室），L2S（Gif 校区的信号与系统实验室），LMOPS（梅斯校区的光学、光电子材料实验室）。
- 一个联盟领域：法国电磁研究所（ERF - Département de recherche en électromagnétisme）
- 一个国际联合实验室：法国-新加坡联合电磁与雷达研究实验室（SONDRA - Laboratoire franco-singapourien de recherche en électromagnétisme et radars），位于巴黎 Gif-sur-Yvette。
- 两个与 Supélec 签约的外部领域：巴黎 Gif 气体和等离子物理实验室（LPGP）；梅斯洛林固体光电研究中心（CLOES）。
- 一个教研团：学校和阿尔卡特朗讯公司共同建立了自由移动通信领域的教研团。自由移动通信的概念将对未来移动通信的发展起到至关重要作用。这些作用包括：(1)通过软件动态配置通信设备，使得多种未来的通信标准（例如WiMAX技术，3G和LTE）能够相互协作并共存，(2)合理分配和最优化系统资源，提高通信质量，降低信号干扰。
  - 团队旨在：
    - 研发和拓展法国无线宽带领域的高新技术以适应未来电信发展的需求;
    - 展望标准化发展进程;
    - 支持在萨克莱高地（plateau de Saclay）设立移动通信部门的分支机构;
    - 推动法国通信技术的发展与创新，主导法国未来十年移动运营商的投资方向。

  - 自由移动通信教研团由博士生和学员组成。负责人 Mérouane Debbah 教授于2007年6月15日加入学校，并与学校保持密切协作。教研团主要位于巴黎大区的Gif校区（Gif-sur-Yvette），和雷恩校区（Rennes）。

### 继续教育
学校用于多方面的教育资源，并可授予相应领域的专业硕士学位（Mastères spécialisés）这些培训为期一年，并开设相应的专业与语言课程。
其中包括：
- 大型系统物流专业硕士研究生：系统和服务在其生存周期内的管理，集成物流数据支持处理。
- 系统工程管理专业硕士研究生
- 计算机和通信网络专业硕士研究生
- 信息系统安全专业硕士研究生：与布列塔尼省国立高等通信学院（ENST）联合办理
- 商贸顾问与咨询专业硕士研究生：与巴黎高等商业学院-欧洲管理学院（ESCP-EAP） 联合办理
- 信息技术商业专业硕士研究生：与雷恩高等商业学院（ESC-Rennes）联合办理

## 校区

### 巴黎 Gif 校区
建于 1975 年，当时的总统瓦勒里·季斯卡·德斯坦参加了落成典礼，是最大的校区，也是主校区，学校的行政管理机构大多建立于此。并且拥有 14 个方向中的 8 个。

### 雷恩校区
建立于 1972 年，位于布列塔尼省雷恩市市区的外的 Cesson-Sévigné 地区，拥有 3 个方向。目前有约 200 名学生。

### 梅斯校区
建立于 1982 年，成于 1984 年，位于梅斯市东的梅斯高新科技开发区（Techenopole），有 3 个方向。亦承担 1、2 年级学生的基础教学工作，设有一个与梅斯大学共建的图像处理实验室，目前有约 200 名学生。

## 国际合作与交流
为了促进银行、保险、金融以及咨询等领域的发展，学校展开了与诸多名校的联合互补办学教育：其中包括如与巴黎九大（Paris-Dauphine）联合办理的金融硕士研究生学位、保险以及风险管理硕士研究生学位，与巴黎高等商业学院-欧洲管理学院（ESCP-EAP）办理的双学位，与巴黎政治学院（Sciences Po Paris）、巴黎中央理工学院（École centrale Paris）办理的交流学习项目。
为了加强学校的国际影响，学校同时和全世界范围内最知名的电子信息工程和计算机科学领域的学校、研究部门和多个组织之间保持长期来往。Supélec 与北美、拉丁美洲、亚洲、大洋洲、欧洲的 60 多所顶尖大学有良好的协作关系，与全欧洲 37 所著名高等教育机构共同组成 TIME 网。在欧盟的支持下，学校还开展了以两大交流留学生合同“苏格拉底”、“伊拉斯马斯”（Socrates-Erasmus）声明下的多项计划与合作。

### 巴黎中央理工学院
2005 年，巴黎中央理工学院（École centrale Paris）与 Supélec 共同签订学生交换项目协议。Supélec 和巴黎中央理工学院采用同一高等工程师院校招生考试。两大机构同属 TIME 网络（Top Industrial Managers for Europe），欧洲电子信息工程和计算机科学的精英教育联盟。同时 Supélec、巴黎中央理工和 ESCP-EAP 还达成了三方协议，协作研究领域，共同进行工程师第三年教育培养。

### 交换生、交流学者和研究人员
国际交流活动中最重要的组成部分为交换留学生。学校一方面鼓励該校学生在国际著名学校中完成他们部分学业（第三年教育），另一方面支持外国学生赴法于 Supélec 接受工程师教育。
为了确保交流的公平，学校采纳欧盟提出的学分制系统。该系统根据每学科的工作量为其制定一个学分，从而确保评估的公平性、透明性，以及不同教育系统之间合作的可行性。
学校的国际交流活动中亦包含众多国外实验室、外籍研究人员、教授和博士研究生。在校的法国学生可以多次赴外于国际企业、实验室和大学中实习，无论是第一、二年的暑期实习或是第三年的毕业长实习，甚至可以在通过前两年所有考试后，申请一年暂停学业于国外其他机构中实习。在校学生也可在第一年申请，选择参与第三年赴国际 90 多所优秀学校中学习（其中包括麻省理工学院、斯坦福大学、加州大学、帝国理工学院等）。根据接待学校接受的条件和学生意愿，Supélec 接受与这些学校之间双学位受理（Supélec 工程师文凭和国外大学学位——美国、澳大利亚、加拿大、日本、新加坡制度下的硕士研究生、或是欧洲其他对等学历）。在不同情况下学制可能会延长半年到一年时间。
在 Supélec 和梅斯校区的佐治亚理工分校Georgia Institute of Technology（Georgia Tech Lorraine）之间的特殊协议中，三年级学生可以在梅斯校区同时接受 Supélec 教育和美国硕士研究生教育，从而获得双方的学历。同样在雷恩校区，三年级学生可以选择同时参与法国硕士研究生（其他领域研究）教育，例如在雷恩一大（Université Rennes I）日法合作办学中心注册参与“日本企业管理策略”的研究生课程学习，获得双学历。

### 主要合作伙伴
- 慕尼黑工业大学（Technische Universität München），德国
- 德累斯顿工业大学（Technische Universität Dresden），德国
- 斯图加特大学（Universität Stuttgart），德国
- 悉尼大学，澳大利亚
- 蒙特利尔工程学院（École polytechnique de Montréal），加拿大
- 佐治亚理工学院（Georgia Institute of Technology, GeorgiaTech），美国
- 麻省理工学院（MIT），美国
- 密歇根大学（University of Michigan），美国
- 威斯康星大学麦迪逊分校（University of Wisconsin），美国
- 维吉尼亚理工学院（Virginia Institute of Technology, VirginiaTech），美国
- 帝国理工学院（Imperial College London），英国
- 伦敦大学学院（UCL），英国
- 新加坡国立大学，新加坡
- 皇家工学院（KTH），瑞典

此外，很多 Supélec 学生也在美国斯坦福大学和哥伦比亚大学学习。

### 中国
- 与清华大学有良好的合作关系。
- 从 2003 年起与“n+i”学院网合作从外国招收留学生，其中大部分来自中国。他们大多为中国国立大学的本科或研究生毕业生，在这里进行两年的学习取得工程师文凭（相当于中国的硕士研究生文凭)。
- 2005 年从中国通过“n+i”直接招收了约 40 名学生。
- 与南京航空航天大学有校际交流协议，有互派交换生的计划。
- 与西安交通大学在学生交换、双学位培养以及科研合作三个方面展开合作

## 著名人物
Supélec 在其百余年历史中培养的优秀工程师闻名于法国工业界、商界、政界以及各个研究领域。
人名后面的括号里表示他们毕业（获得 Supélec 文凭）的时间

### 工程师
- Louis Charles Breguet，飞机设计师和企业家、直升机先驱。法国航空 （AirFrance）的创始人之一。
- Étienne de Lassus Saint Geniès (1910年), 法国著名工业家， Thomson 总裁首席执行官、 阿尔斯通（Alsthom）副总裁。
- Yvon Coudé du Foresto (1920年)，法国农业部部长。
- Roger Houdet (1921年)，法国农业部部长。
- Jean-Marie Louvel (1924年)，法国工业部部长。
- Pierre Boulle (1933年)，著名作家、电影业工业家。根据他同名小说拍摄影的著名影片有：人猿星球（La Planète des Singes）、桂河大桥（Le Pont de la rivière Kwaï）。
- Christian Beullac (1949年)，劳动部部长、国家教育部部长。
- Jean-Luc Lagardère (1951年)，工业家，洛加多尔财团（Groupe Largardère）创始人、欧洲航空防御与航天公司（EADS）股东。
- Philippe Morillon (1964年)，法国陆军将军（四星），驻前南斯拉夫联合国部队司令官，欧洲议员。
- Loïc Caradec (1970年)，航海家，1986年琅姆之路比赛中（Route du Rhum）因事故失踪。
- Robert Mahler (1972年)，法国阿尔斯通（Alstom）总裁。
- Dominique Vernay (1972年)，Thales 技术总裁，System@tic 组织首席，法国国家信息与自动化研究所（INRIA） 执行官。
- Jean Pisani-Ferry (1973年)，经济学家、作家、巴黎综合理工学院（École Polytechnique）教授。
- Thierry Breton (1979年)，前任法国经济、财政与工业部部长，法国电信（France Télécom）首席执行官。
- Michel Mayer (1981年)， Freescale 首席执行官。

### 工业家和商业家
- Léo Trouilhet，Calor 公司创始人兼总裁。
- Christian Pays，克里斯汀·迪奥（Christian Dior）前任副总裁，法国鳄鱼（Lacoste）前任领导人。
- André Coustère (1961年)，法国电力公司（Électricité de France）荣誉总裁。
- Bernard Dufau (1964年)，法国 IBM 董事会首席。
- André Merlin (1967年)，爱尔兰电视电台（RTE，法国电力公司子公司）总裁。
- Hubert Tardieu (1967年)，Atos Origin 系统副执行官和资深顾问。
- Bernard Vergnes (1968年)，前任欧洲微软首席。
- Christiane Schwartz (1969年)，女，France Télécom 集团董事会成员，INRIA 的管理员。
- Rolant Natalini (1971年)，Nexans（法国阿尔卡特电缆）总裁。
- Olivier Colcombet (1973年)，VVF 首席执行官。
- Michel Augonnet (1973年)，AREVA T&D Systems BU 副首席执行官。
- Pierre Bornard (1975年)，Powernext 总裁，RTE 董事会成员。
- Patrick Mestrallet (1975年), 西非洲银行（CBAO）总裁，Gérard Mestrallet的兄弟。
- Daniel Le Gal (1975年)，Gemplus创始人、其领导团体的主席。
- Jean-Pierre Giannini (1976年)，法国原子能委员会（CEA）“核武器代表”主席。
- Joël Karecki (1976年)，法国飞利浦（Philips）首席。
- Vincent Besson (1977年)，雪铁龙（Citroën）销售部总监。
- Jean-François Wets (1977年)，AFP 信息系统总监。
- Hervé Yahi (1979年), Virtools 总裁，Bull 副总裁。
- Bertrand Cambou (1979年)，Spansion 总裁。
- Laurent Schwartz (1980年)，Alten 联合创始人之一。
- Simon Azoulay (1980年)，Alten 总裁。
- Pierre-Yves Chaltiel (1980年)，欧美亚 Thales 高级副总裁。
- Jean-Marc Patouillaud (1981年)，国际 Partech 首席。
- Jean-Luc Figuereo (1981年)，INEO Suez 领导。
- Christophe Pagezy (1981年)，Gemalto 副首席执行官。
- Pierre Ringue (1981年)，Apem 集团总裁。
- Jean-David Calvet (1982年)，阿尔卡特服务与操作副首席执行官。
- Laurent Fonnet (1982年)，TF6-Série Club 总裁。
- Jean Lassignardie (1982年)，Capgemini 财政与咨询集团首席执行官、LixxBail（里昂信贷（LCL）分公司）前任总裁。
- Patrick Starck (1983年)，法国惠普公司 （Hewlett-Packard，HP）首席执行官。
- François Bonifacio (1984年)，法国惠普公司 （Hewlett-Packard，HP）前任副首席执行官。
- Alain Lafanechère (1985年)，戴尔（Dell）欧美亚咨询业务董事。
- Marc Rouanne (1985年), 阿尔卡特（Alcatel）移动部门总监。
- Loïc Le Guisquet (1985年)，法国 Oracle Corporation 总裁。
- Philippe Carli (1985年)，法国西门子（Siemens）总裁。
- Olivier Campenon (1986年)，英国电信（British Telecom）欧亚非副总裁
- Jean-Michel Dy (1986年)，兴业银行（Société générale）总监。
- Jean-Dominique Rey (1987年)，AT Kearney 主管。
- Nicolas Wertans (1991年)，法国宝马 （BMW）董事会首席。
- Jean-Manuel Jenn (1991年)，法国 InfoPrint Solutions 首席。
- Olivier Amet (1993年)，艾菲尔（Eiffel，Eiffage分公司）集团首席。

### 科学家、学者和教授
- Henri Chrétien (1902年)，天文学家、宽银幕电影创始人、法国高等光学学院（École supérieure d'optique）的创始人之一、巴黎科学院教授
- René Barthélemy (1910年) ，电视创始人。
- Marius Lavet (1911年)，步进电机发明人。
- René Leduc (1921年)，冲压发动机先驱。
- Louis Leprince-Ringuet (1924年)，法国研究院成员、 核科技与宇宙粒子专家。
- Fernand Nouvion (1927年)，著名应用科学家、法国国家铁路集团（SNCF）电气化的设计人。
- Pierre Bézier (1931年)，数学家、物理学家。
- Maurice Parodi (1930年)，发明家、数学家、物理学家。
- Maurice Lebourg (1933年)，发明家。
- Claude Remond (1945年)， NF C 15-100 标准（法国电气重要标准）的起草人。
- Jack Robert (1957年)，巴黎十一大（Université Paris XI）荣誉首席。
- Michel Voos (1962年)，巴黎高等师范院校（ENS）教授、巴黎综合理工学院（École polytechnique）物理学院副主席。
- Jean Klein (1962年)，EFREI 首席执行官。
- Alain Guédon (1973年)，帕斯德尔生物医学研究所（Institut Pasteur）研究和工业实现负责人。
- Michel Ciazynski (1976年)，巴黎高等电子研究所 (Institut Supérieur d'Electronique de Paris）行政总裁。
- Jean-Frédéric Clerc (1977年)，液晶显示屏幕先驱、2005年工程师奖。
- Guillaume Piketty (1988年)，巴黎政治学院（Institut d'études Politiques de Paris）副校长。

## 其它

### 网络
做为较早参与互联网研究于建设的科研和教育机构，高等电力学院拥有一个 B 类 IP 地址：160.228.X.X。这使得它对 6 万 5 千个 IP 地址拥有使用权。在学校宿舍居住的每一个学生经过申请后都将拥有一个固定 IP 地址。